# Merete Skavlan
Merete Skavlan (25 de juliol de 1920 - 2 de novembre de 2018) va ser una actriu, instructora i directora de teatre noruega.
Va néixer a Kristiania com a filla de l'editor de diaris i director de teatre Einar Skavlan i de l'educadora musical Margrethe Bartholdy. Era néta de l'historiador literari Olaf Skavlan.
Va participar en tasques de resistència durant la Segona Guerra Mundial, i es va unir al "Grup Stanislavskij" no oficial el 1943. Els membres d'aquest grup van fundar Studioteatret, i ella va debutar a la primera actuació de Studioteatret el 1945, en una traducció de l'obra de Wilder El llarg sopar de Nadal. Va continuar tocant a Studioteatret fins a 1950.
La seva carrera d'actriu va continuar al Det Nye Teater, on va actuar de 1950 a 1952, al Folketeatret de 1952 a 1959 i al Teatre Nye d'Oslo de 1959 a 1967. Durant la dècada de 1960 també va actuar per a Fjernsynsteatret, amb papers com Angustias en una adaptació de La casa de Bernarda Alba de García Lorca, i com a Missis Smith a La cantant calba de Ionesco.
Va començar a treballar com a instructora de teatre, i va participar en produccions al Riksteatret, Teatre Nacional, Det Norske Teatret i Fjernsynsteatret. El seu debut com a productora va ser una adaptació per a televisió de la novel·la de la baronessa Emma Orczy La Pimpinella Escarlata, per a Fjernsynsteatret el 1968. El seu debut com a productora escènica va ser una adaptació de l'obra Vi de Primavera i Oporto de Bill Naughton, per al Det Norske Teatret el 1969. També va fer conferències a l'Acadèmia Nacional de Teatre de Noruega.
De 1984 a 1990 va treballar a la Norsk Rikskringkasting com a responsable de Radioteatret. Va fundar el grup de teatre independent Intimteatret el 1991, juntament amb Gerhard Knoop.
Skavlan també va ser membre de la junta de Dagbladet des de 1960 fins a 1974, i posteriorment va formar part del consell de supervisió. Va morir el novembre de 2018 a l'edat de 98 anys.